# HD 4539
HD 4539, aussi désignée PG 0044+097 et EPIC 220641886, est une étoile pulsante, sous-naine B de type V1093 Herculis à longue période. Sa magnitude apparente visuelle est 10,2.